# Synelnykowe
Synelnykowe (ukrainisch Синельникове; russisch Синельниково Sinelnikowo) ist eine ukrainische Stadt mit etwa 27.000 Einwohnern 2024 und das administratives Zentrum des Rajon Synelnykowe in der Oblast Dnipropetrowsk.

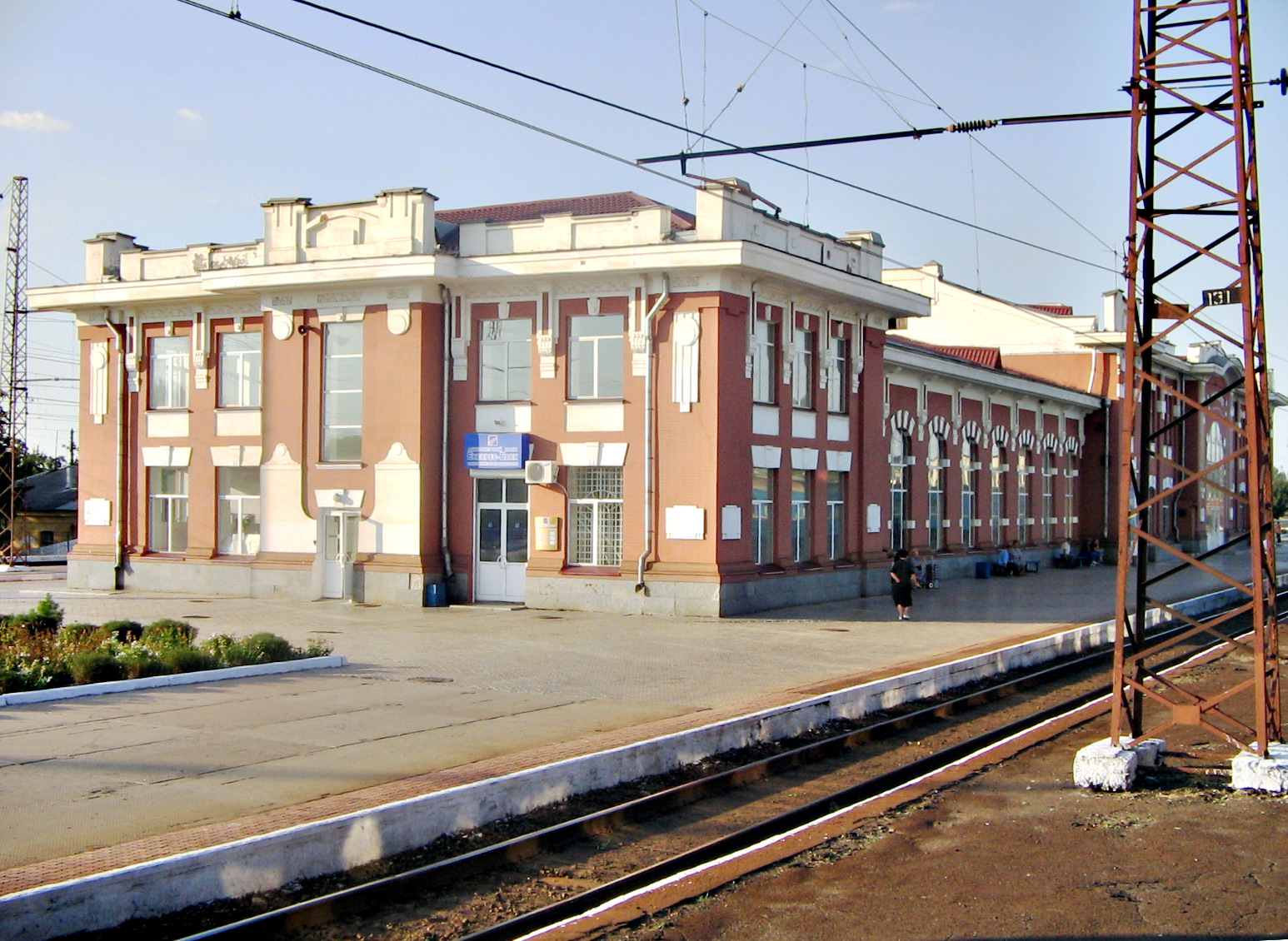
Bahnhof Synelnykowe-1

## Geographie
Synelnykowe liegt am Worona, einem 28 km langen Nebenfluss des Dnepr in der geografischen Mitte des Rajon 48 km südöstlich von Dnipro.
Die Stadt ist ein Eisenbahnknotenpunkt, hier kreuzt sich die Bahnstrecke Sewastopol–Charkiw mit der Bahnstrecke Krywyj Rih–Jassynuwata.

## Geschichte
Synelnykowe wurde im frühen neunzehnten Jahrhundert als Dorf im Bezirk Pawlograd in der Provinz Jekaterinoslaw (dem heutigen Dnipro) durch den General I. Sinelnikowu gegründet, der dem Ort auch den Namen gab. In den Jahren 1868/1869 wurde der Bahnhof von Synelnykowe gebaut. Die Eisenbahn gab den Anstoß zur Industrialisierung der Stadt. Während des Bürgerkriegs wechselte die Stadt aufgrund ihrer Lage 14 mal von einer Hand eines Kriegsgegners in die andere. Im Jahre 1917 wurde in Synelnykowe dann die Sowjetmacht errichtet und 1923 wurde der Ort administratives Zentrum des gleichnamigen Rajons. Vom Herbst 1941 bis zum 23. September 1943 war die Stadt von der deutschen Wehrmacht besetzt. 1979 erhielt die Stadt den Status einer kreisfreien Stadt.

## Bevölkerung
Quellen:
1897: Enzyklopädie der Ukraine
1923–1939, 1979–2015: 
1959: 
1970: 

### Söhne und Töchter der Stadt
- Jurij Mjeschkow (Юрій Олександрович Мєшков; 1945–2019); ukrainischer Politiker auf der Krim